# Puilaurens
Lapradelle-Puilaurens en francés, Puèglaurenç en idioma occitano, es una pequeña localidad y comuna francesa, situada en el departamento del Aude en la región de Languedoc-Roussillon. A sus habitantes se les conoce por el gentilicio Puilaurenois.
De la extensión de más de 3.000 hectáreas, una superficie de 1800 esta cubierta de bosques, con predominio vegetal del género del pino.

## Historia
En 1868 se segregaron del término los pueblos de Salvezine y de Caunil, que actualmente forman parte de la comuna de Salvezines.

## Lugares de interés
En las proximidades de la población de Lapradelle-Puilaurens, dentro de la comuna:
- Castillo de Puilaurens